# Prostitutie in Utrecht (stad)
Dit artikel gaat over prostitutie in de Nederlandse stad Utrecht.
Utrecht kende tot 2013 raamprostitutie langs de Vecht aan het Zandpad en in het centrum in de Hardebollenstraat. In 2013 werden beide locaties gesloten na verdenking van mensenhandel. De officiële tippelzone aan de Europalaan en de afwerkplekken aan de Kanaaldijk werden in 2021 gesloten en maakte plaats voor nieuwe woonwijk, de Merwedekanaalzone. Utrecht kent anno 2022 nog twee privéhuizen en een massagesalon met een prostitutievergunning. Begin 2009 waren er nog vijf bordelen (dat wil zeggen met horecavergunning) of privéhuizen (dat wil zeggen zonder horecavergunning) met prostitutievergunning en naar schatting nog 32 prostitutiebedrijven zonder vergunning, en zo’n 200 à 300 thuiswerksters en escorts. Na de sluiting van de tippelzone en de raamprostitutie heeft de gemeente de wens uitgesproken om nieuwe sekswerkplekken te faciliteren maar werden plannen voor nieuwe raamprostitutieplekken en tippelzones gesmoord. Na een advies van de Commissie Sorgdrager, besloot de gemeente per 1 januari 2025 de thuisprostitutie te legaliseren voor ten minste drie jaar.

## Geschiedenis

### Romeinse tijd
Bij restauratie in 2011 van het Paushuize aan de Nieuwegracht, nabij de plek waar destijds het Romeinse fort in het stadscentrum was,
werden Romeinse voorwerpen aangetroffen, waaronder een scherf van een kruik, met daarop erotische afbeeldingen. Een redacteur van een website (dnu.nu) concludeert daaruit, dat zich op die plek Romeinse bordelen hebben bevonden. Een website van (professionele) historici noemt die gevolgtrekking uit één scherf echter nogal ongefundeerd.

### Middeleeuwen en Republiek der Zeven Verenigde Nederlanden
Aan het eind van de middeleeuwen deed de Utrechtse Raad, die zichzelf tot taak stelde in de stad het algemeen belang te bevorderen, veelvuldig inspanningen de prostitutie te reguleren. Prostitutie was niet verboden, tenzij het te openlijk of op kerkhoven plaatsvond. Via verordeningen werd bepaald dat prostitutie uitsluitend mocht plaatsvinden in de achterafstegen bij de stadsmuur.

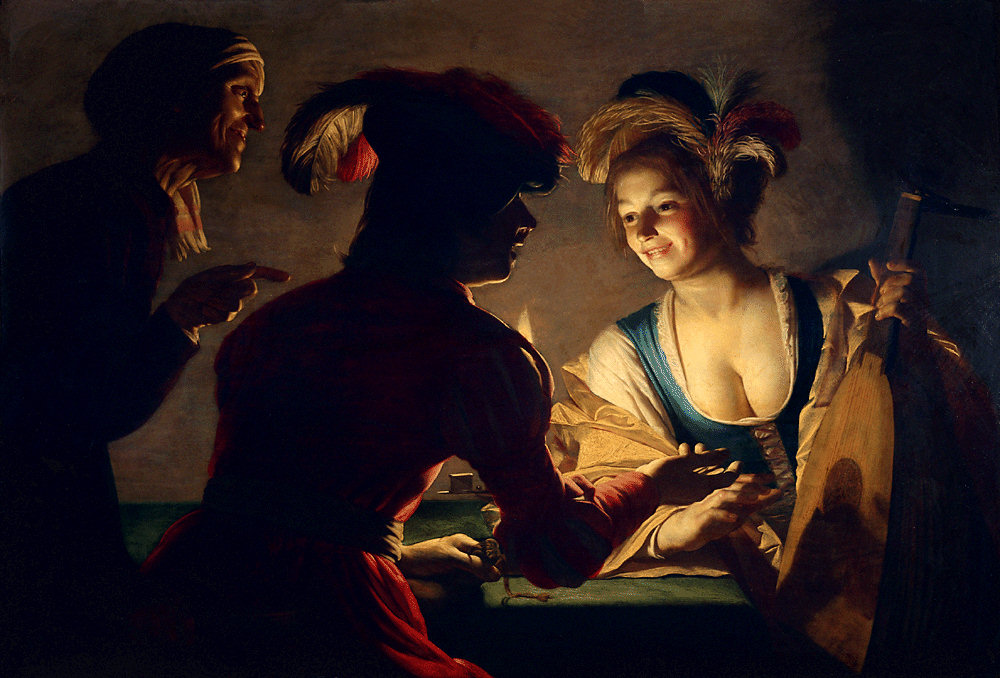
De koppelaarster, schilderij van de Utrechtse kunstenaar Gerard van Honthorst uit 1625.

In het laatste kwart van de 16e eeuw, toen Utrecht onder invloed kwam van protestantisme en deel werd van de Republiek der Zeven Verenigde Nederlanden, werd gepoogd de prostitutie te verbieden. Er werd wel tegen opgetreden, maar dit leidde niet tot veel resultaten. In de stad bleven prostituees, "hoerenwaarden", "ravothuizen" en koppelaarsters bestaan.

### Franse tijd
Na de inlijving door de Fransen rond 1800 werden in 1809 of 1810 alle oude gemeentelijke verordeningen afgeschaft, ook die betreffende prostitutie, en de prostitutie nam in Utrecht fors toe. De rand van de huidige binnenstad, aan de stadswal, was een plaats waar zich prostituees en bordelen bevonden. Bij de Zadelstraat waren erkende bordelen gevestigd. De overheid probeerde bij de bordelen overlast te bestrijden en de gezondheidsrisico's onder controle te houden. Er is geen aanwijzing, dat Utrecht, zoals sommige andere steden, tussen 1811 en 1890 ooit een officieel politiereglement had betreffende bordelen en prostituees.

### Negentiende eeuw
Na het vertrek van de Fransen in 1813 wisten gemeenteambtenaren vaak niet, waaraan zij zich moesten houden. Een Utrechtse directeur van politie vroeg zich in 1822 af, of hij, door een bordeelhoudster toe te staan een meisje van zestien jaar als prostituee op te nemen, gehandeld had tegen artikel 334 van het strafwetboek (code pénal). In Utrecht volgde geen verbod op prostitutie, hoewel sommige burgers zich beklaagden over het openlijke karakter ervan bij de Zadelstraat. Prostitutie diende volgens de gemeente te blijven bestaan, met name voor jonge en ongetrouwde mannen, en dus niet verboden te worden. In 1842 telde Utrecht veertien bordelen, sommige dure en grote, gericht op lieden uit de hogere stand; andere minder chic, voor de burgerman, zeelui en militairen.
Vanaf 1850 stelde de gemeente een systeem in werking waarbij prostituees zich zonder kosten vrijwillig konden laten onderzoeken op syfilis. De Utrechtse hoogleraar in de heel- en verloskunde, L.C. van Goudoever, kreeg in 1858 toestemming van de burgemeester om prostituees te selecteren en onder medische controle te stellen, om daarmee voldoende gewillige patiëntes te hebben voor de klinische demonstraties tijdens zijn colleges. Ergens tussen 1858 en 1878 wees de gemeenteraad een voorstel, om een politiereglement betreffende de bordelen en prostituees in te stellen, van de hand.
Vanaf 1860 lijkt de politie strenger tegen bordelen te zijn opgetreden, en de tolerantie van de overheid voor bordelen te zijn verminderd. In 1885 waren er nog maar drie bordelen in de stad over; het systeem uit 1805 voor gratis medische controle voor prostituees werd wegens gebrek aan animo stopgezet. Tegen het eind van de 19e eeuw waren er meer bezwaren tegen de bordelen, van protestants-christelijken en buurtbewoners. Het bordeel aan de Lollestraat (nu Nobeldwarsstraat) had echter een goede naam, en werd, zelfs na klachten van een achterbuur die niet op een bordeel wilde uitkijken, nadrukkelijk door de politie getolereerd. In 1890 kwam er een 'Verordening tegen de openbare huizen van ontucht' (bordeelverbod). Veel effect had dat niet; de straffen waren laag, bordelen kregen een meer ondergronds karakter en het aantal bordelen nam vermoedelijk zelfs toe. In 1911 volgde een landelijk bordeelverbod, dat de overheid de mogelijkheid gaf harder op te treden. Op dat moment kende Utrecht echter nog maar één bordeel, het bovengenoemde bordeel in de Lollestraat.

### Raamprostitutie

#### 1911 – 1972
In 1935 werd raamprostitutie verboden: “het is verboden (…) op een van den openbaren weg zichtbare plaats iemand door woorden, gebaren of op eenige andere wijze tot het plegen van ontucht uit te lokken”. Dit, omdat, naar mening van de politiechef, het tippelverbod (zie onder) te weinig effect had tegen vrouwen die voor hun eigen deur “het publiek uitnoodigend aanspreken, ja zelfs als het ware soms hun “koopwaar” opdringen”.
Kort na de bevrijding in 1945 vestigden prostituees zich in woonboten aan het Zandpad. Hun aantal nam toe, en eind jaren veertig stelden Rijkswaterstaat en de gemeentelijke havendienst beperkingen aan aantal en ligging van deze boten.
In 1953 werden tippel- en raamprostitutieverbod inhoudelijk ongewijzigd opgenomen in de nieuwe Algemene Politieverordening onder artikel 31.
Eind jaren zestig vonden raam- en tippelprostitutie ook plaats rond de Voorstraat.

#### 1973: officieel gedoogbeleid
In 1972-’73 stelden B en W dat in woonbuurten sprake was van “ernstige overlast van de prostitutie”. In met name de Vogelenbuurt zou overlast van raamprostitutie enerzijds bestaan uit verkeersoverlast tot ’s avonds laat of diep in de nacht, anderzijds uit “bederven” van “het aanblik van de wijk” door de prostitutie op zich. Daarop besloot de gemeenteraad op 10 mei 1973 APV artikel 31 te wijzigen zodat strafbaar werd “degene, van wie bekend is, dat deze prostitutie bedrijft” en die “zich op een van de openbare weg (…) af zichtbare plaats op zodanige wijze achter of in een raam bevindt dat redelijkerwijze kan worden aangenomen, dat deze zich daar ophoudt om tot ontucht uit te nodigen”, waarbij echter Burgemeester en Wethouders plaatsen konden aanwijzen waar dit verbod niet gold. Direct hierna wezen B en W het Zandpad - ook wel Rode Brug genoemd naar een nabijgelegen ophaalbrug - aan als plaats waar dit nieuwe verbod niet gold. De ramen waren te zien vanuit de auto; het gebruik van de auto was hier populair onder prostitutieklanten.
De redenering luidde: we erkennen “dat er een behoefte aan prostitutie is”; enkele woonwijken ondervinden nu echter veel hinder van raamprostitutie; langs het Zandpad langs de Vecht op woonboten is een plaats “waar prostitutie gedoogd kan worden”; de voorgestelde wijziging van de APV “biedt de mogelijkheid de bestaande situatie op o.a. het Zandpad te "legaliseren"”.
Op onbekend moment na mei 1973 werd ook de Hardebollenstraat aangewezen als plaats waar het verbod op raamprostitutie niet gold. In 1985 telde het Zandpad ongeveer 33 boten met prostituees.

#### 2000: vergunningplicht seksinrichtingen

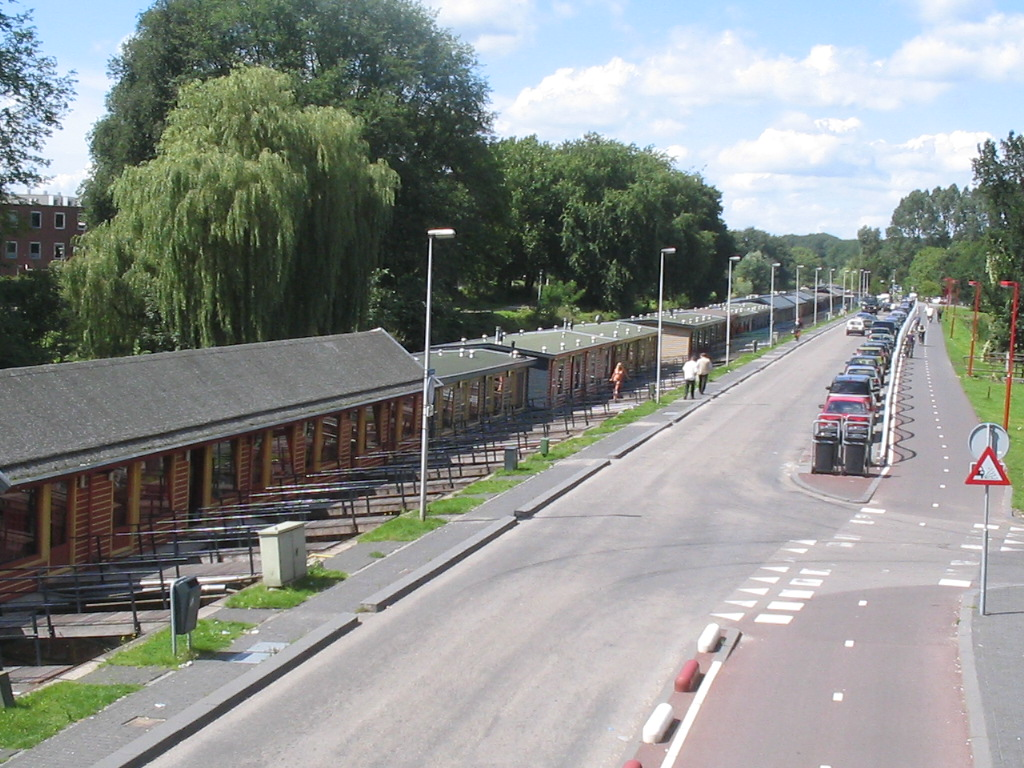
Woonboten met prostitutie aan het Zandpad (2005)

In juni 1997 werd, boven op het al genoemde verbod op raamprostitutie, toegevoegd in APV-artikel 69 een verbod op in “een inrichting (…) gelegenheid geven prostitutie te plegen” of daar gelegenheid te geven “prostitutie uit te lokken”.
In januari 2000 stelden B en W voor, “de prostitutie via de APV te reguleren door voor seksinrichtingen en escortbedrijven een vergunningplicht in te stellen. Uitgangspunt (…) wordt het huidige aantal gedoogde inrichtingen”.
De APV bepaalde in 2000, dat onder ‘seksinrichting’ onder andere wordt verstaan een “voor het publiek toegankelijke besloten ruimte waarin prostitutie plaatsvindt”; dat het verboden is zonder vergunning van het college van B en W een seksinrichting dan wel een escortbedrijf te exploiteren; en dat er aan ten hoogste 53 prostitutiebedrijven vergunning zal worden verleend, met maxima aan de aantallen werkruimten. De exploitanten zijn sinds 2000 verplicht om bepaalde voorzieningen te realiseren in de werkruimtes-annex-legale-arbeidsplaatsen die ze verhuren; maar ze kunnen, binnen dit kunstmatige oligopolie, hun vraagprijs vrij bepalen.
Er waren inmiddels 34 à 40 boten met prostitutievergunning, met in totaal 143 ‘ramen’ (werkplekken). Sinds 2001 was er een HAP, Huiskamer Aanloop Prostituees (zie hieronder paragraaf Tippelprotitutie), gevestigd in gebouw ‘De Brug’. Sinds 2005 waren alle prostitutie-exploitanten verplicht continu toezicht te houden. Op het Zandpad had één exploitant tussen 22.00 uur en 4.00 uur twee surveillanten continu aanwezig die op straat toezicht hielden; de andere exploitanten hadden gezamenlijk via een stichting, bedoeld alleen voor het toezicht, continue één toezichthouder die 24 uur per dag toezicht hield.
In de Hardebollenstraat waren tien prostitutiepanden met vergunning, allen van dezelfde exploitant. Ze bevatte in totaal 17 ramen. Deze exploitant had 24 uur per dag een bewaker/toezichthouder aanwezig, deze zat op de eerste etage in een pand en liep ook door de straat, loste kleine kwesties zelf op en belde anders de politie.

#### 2010: aanscherping beleid en sluiting
In de Algemene Plaatselijke Verordening 2010 zijn de APV-artikelen uit 2000 ongewijzigd, echter genummerd als 3:1 en 3:2; per november 2010 werden ze genummerd als 3:1 en 3:4.
In juni 2010 nam de gemeenteraad beperkende maatregelen aan betreffende de raamprostitutie. Redenen daarvoor waren, de volgens het stadsbestuur “structurele aanwezigheid van mensenhandel op het Zandpad”, en het feit dat volgens de gemeente in ‘strafzaak’ dan wel ‘strafrechtelijk onderzoek’ Sneep (2007) “mensenhandel was bewezen, ook op het Zandpad”.
Maatregelen:
- Een raamprostituee moet geregistreerd staan bij de gemeente. Deze registratieprocedure moet minstens een week in beslag nemen.
- Een raamprostituee moet een prostitutiekamer voor minimaal vier weken huren.
- Een raamprostituee mag maximaal 12 uur per dag over een prostitutiekamer beschikken.

Rond die tijd lieten raamprostitutie-exploitanten aan de gemeente weten, geen ruimte meer te willen verhuren aan vrouwen jonger dan 21 jaar. Dit had de instemming van burgemeester en wethouders; de gemeenteraad leek daarmee echter ontevreden te zijn.
In januari 2011 betoogde de grootste Utrechts raamprostitutie-exploitant voor de rechtbank, dat de registratieplicht voor prostituees ertoe leidde dat prostituees uit de vergunde Utrechtse prostitutiesector vertrokken, naar andere gemeentes of naar "de illegale prostitutie".
In juli 2013 is de prostitutie aan het Zandpad - en in de Hardbollenstraat -  gestaakt, en zijn alle ramen gesloten, wegens verdenking van mensenhandel, nadat in april 2013 al 6 boten met 24 sekswerkplekken waren gesloten. De gemeente Utrecht heeft de vergunning van de exploitanten ingetrokken. Daarop volgend heeft het Waterschap Amstel, Gooi en Vecht de huurovereenkomsten van de prostitutieboten aan het Zandpad opgezegd en wordt daar ook geen tijdelijke bedrijvigheid meer toegestaan. In november 2013 was al een van de arken gezonken. Op 11 oktober 2017 zijn de prostitutieboten weggesleept. Drie boten werden op het droge geplaatst op het terrein van de Vrijplaats Nijverheid aan de Nijverheidskade, waarvan een van de boten een expositieruimte is geworden waarbij twee peeskamers nog in originele staat te bezichtigen is. Zes andere boten werden op een veiling aangeboden en belandde als Airbnb in de Industriehaven, tegenover de Nijverheid. Na een langslepend conflict met de gemeente stelde de Raad van State de gemeente in het gelijk en moeten de boten de haven verlaten. De gemeente Utrecht ziet om naar een nieuw terrein om prostituees en prostituanten te faciliteren.

#### 2014: Op zoek naar een nieuwe lokatie
In februari 2014 wees de gemeente Utrecht een nieuwe plek aan voor de raamprostituees die in de zomer van 2013 hun werkplek moesten verlaten. De locatie ligt in de woonwijk Overvecht, niet ver van het Zandpad. De nieuwe locatie moet ruimte gaan bieden voor 162 ramen, hetzelfde aantal als er aan het Zandpad werden gesloten. De naam voor de locatie wordt Het Nieuwe Zandpad.
In april 2015 plaatste de gemeente Utrecht een 'seksadvertentie' op de gemeentelijke website. De gemeente zocht uitbaters en sekswerkers voor de prostitutiezone Het Nieuwe Zandpad en doet een oproep.
Op donderdag 17 september 2015 werd de prostitutiebestemming van Het Nieuwe Zandpad in Utrecht aangenomen door de gemeenteraad.
Van 1 oktober 2015 tot 28 oktober 2015 lag een aanvraag ter inzage voor een exploitatievergunning voor de panden in de Hardebollenstraat met huisnummers 2, 4, 6, 7, 9, 10, 11, 12 en 14. Het betrof de overname van een seksinrichting (raamprostitutiebedrijf). De vergunningaanvraag was afkomstig van een particuliere exploitant.
De Raad van State bepaalde op.18 maart 2016 dat er op Het Nieuwe Zandpad voorlopig maximaal 145 prostitutieramen mogen worden gebouwd en geëxploiteerd. De gemeente Utrecht wilde alle uitbatingen liever op dezelfde locatie realiseren, en zag daar dus ook graag de 17 plaatsen in de Hardebollenstraat (waarvoor de vergunningsaanvraag indertijd nog liep) bijgevoegd langs Het Nieuwe Zandpad.
Op 13 mei 2016 besloot het College van B&W van Utrecht – nadat het door de rechter was gemaand het besluit niet langer uit te stellen op last van een dwangsom – definitief dat de raamprostitutie niet zal terugkeren in de Hardebollenstraat. Zij bereikte een overeenkomst met "Freya" (de eigenaar van de 17 panden in kwestie) dat deze panden voor een bedrag van 5,8 miljoen euro door de gemeente zouden worden aangekocht en een andere bestemming zullen gaan krijgen. Dientengevolge zullen in de visie van de gemeente Utrecht alle toekomstige 162 raamprostitutievoorzieningen worden gerealiseerd op Het Nieuwe Zandpad, de eerste daarvan zouden naar verwachting medio 2017 opgeleverd worden.
Deze verwachte opleveringstermijn kwam echter op losse schroeven te staan nadat achtereenvolgens een eerdere investeerder in januari van 2017 niet geschikt bleek en een volgende investeerder zich in april van 2017 uit het project terugtrok. De eerste investeerder, BeJa Accommodaties, kwam niet door de zogeheten "Bibob-procedure", omdat uit onderzoek zou zijn gebleken dat niet alle personen in de organisatie van onbesproken gedrag waren. De daaropvolgende investeerder – de non-profitorganisatie Non Nobis – waarmee werd onderhandeld, was onder meer van mening dat de toekomstige exploitanten te veel zouden kunnen verdienen, en wilde meer investeren in het welzijn van de sekswerkers. De gemeente wilde echter niet dat de investeerder ook zou optreden als exploitant, waarna Non Nobis zich terugtrok uit het project. De gemeente Utrecht verklaarde schriftelijk onderdelen onderhands te zullen gaan aanbesteden, waarvoor volgens burgemeester Van Zanen al diverse gegadigden waren.
Tegen 2021 werd duidelijk dat Het Nieuwe Zandpad er niet zou komen. Daarop riep de gemeente een commissie onder leiding van oud-minister Sorgdrager op om  “zo breed mogelijk te kijken naar de mogelijkheden voor sekswerk in Utrecht”. Zij maande de gemeente tot het tonen van meer lef en niet te verwachten dat iedereen tevreden kon worden gesteld. Zij voorzag in het creëren van proeftuinen waar "...het werken in een groepje zonder exploitant mogelijk is. Sekswerkers kunnen zelfstandig een ruimte huren waar zij samen kunnen werken.”
Het nieuwe college van B&W (D66, GroenLinks/PvdA, ChristenUnie & Student & Starter) onderschreef het rapport van de Commissie Sorgdrager en wil onderzoeken of het prostitutie aan huis kan legaliseren. En men wil ruimte scheppen voor één à twee kleinschalige locaties waar sekswerkers zelfstandig een ruimte kunnen huren. Per 1 januari 2025 mogen sekswerkers van 21 jaar of ouder, afkomstig uit de EU, legaal vanuit hun woning werken indien ze alleen werken, langer dan drie maanden in het huis wonen en geen gebruik maken van een bemiddelaar (pooier). Daarnaast wordt er gekeken of er in de oude garage aan het Paardenveld maximaal 15 werkplekken kunnen worden gerealiseerd. Volgens de plannen vormen deze werkplekken geen raamprostitutie maar moeten bezoekers vantevoren het bezoek plannen, daarnaast moeten de werkplekken voor een hele dag gehuurd worden door de prostituee. Omwonende vrezen overlast. Dit beleid wordt na 3 jaar geëvalueerd. Tippelzones of raamprostitutie zijn voorlopig van de baan.

### Tippelprostitutie

#### 1900 – 1980
Straatprostitutie was in Utrecht een vanouds bekend verschijnsel. In 1929 werd artikel 23bis in de Verordening Straatpolitie van kracht waarmee tippelprostitutie op speciaal aangewezen straten kon worden gehinderd. Aanleiding was een brief van de Hoofdcommissaris van Politie aan de Burgemeester waarin hij schreef over klachten van burgers “over het zich ophouden van vrouwen van verdachte zeden” op bepaalde locaties, en geruchten dat “meermalen militairen (pas onder de wapenen gekomen) naar genoemde omgeving werden gelokt”. In oktober 1929 wezen B en W negenentwintig straten aan waar het nieuwe tippelverbod zou gelden; daarna werd deze lijst van straten herhaaldelijk uitgebreid of gewijzigd, onder andere in 1933, ’35, maart ’40, 1948 en ’53.
In 1935 echter werd dit artikel 23bis zodanig gewijzigd, dat bovendien in het algemeen op of aan de openbare weg uitnodigen tot "ontucht" verboden was.
In 1953 werden tippel- en raamprostitutieverbod inhoudelijk ongewijzigd opgenomen in de nieuwe Algemene Politieverordening onder artikel 31.
Eind jaren zestig werd getippeld rond de Voorstraat.

#### 1985-’86, instellen tippelzone
In de jaren 1980 liepen in Utrecht de tippelprostituees nog steeds in het stadscentrum. Dat gaf, zegt een teamleider van V&D, veel overlast, de politie verjoeg de prostituees van de ene plek naar de andere wijk, en het was “een doffe ellende”.
In 1984-’85 creëerde de gemeenteraad in de APV de mogelijkheid van plaatselijke ongeldigheid van het verbod op tippelprostitutie. Tegelijkertijd werd de omschrijving van het misdrijf gewijzigd: het was voortaan aan personen van wie “kan worden aangenomen dat deze zich aan prostitutie overgeven, verboden op de openbare weg (…) iemand (…) tot ontucht uit te nodigen”, uitgezonderd op wegen die door B en W zijn aangewezen. Vervolgens werd in 1985-’86 de Europalaan aangewezen als gebied waar het verbod op straatprostitutie niet gold, en stelde Utrecht daar in 1986 de officiële tippelzone in. De tippelzone was officieel geopend van 19.00 uur 's avonds tot 2.00 uur 's nachts. De gemeente gaf maximaal 150 vergunningen uit aan prostituees om op de zone te mogen werken. Begin 2009 waren er 138 vergunningen uitgegeven. De legale afwerkplekken van de zone bevonden zich langs de Kanaalweg aan de achterkant van hetzelfde bedrijventerrein.

##### Huiskamer Aanloop Prostituees (HAP)
Op de zone was sinds 1986 een Huiskamer Aanloop Prostituees (HAP), die rond 2008 vanuit een bus opereert. HAP was er voor hulpverlening en dienstverlening aan prostituees, dat wil zeggen: mogelijkheid om naar het toilet te gaan, eten of drinken of condooms te kopen, een praatje te maken en gratis medische hulp te ontvangen als enkele keren per week een arts aanwezig is. Een van de oprichters van de HAP was Carmen Kleinegris. Tiny Bierbooms was 22 jaar lang als arts verbonden aan de HAP. Volgens sommige bronnen kon men in de HAP-bus ook een douche gebruiken en injectiespuiten ruilen. De HAP-bus was geopend van 20.30 tot 1.30 uur en bemensd door maatschappelijk werkers. Als een van de twee medewerkers uitviel bleef de bus gesloten.
In 1999 was de zone ingeburgerd en werd er niet meer tegen geprotesteerd. Ook hulpverleners vonden de zone toen een succes. De zone had ook elders in het land een goede reputatie en lokte daardoor vrouwen uit alle windstreken.

#### Toestroom van prostituees
In 2003 kwamen er per avond gemiddeld 47 prostituees in de hulpverleningsbus (HAP). Na sluiting van de tippelzone in Amsterdam in december 2003 en strengere vergunningsregels op de zones in Den Haag en Rotterdam nam op de zone in Utrecht het aantal prostituees toe, afkomstig uit allerlei plaatsen.
Om deze toestroom te beperken 'controleerde' de politie begin 2004 'scherper bij degenen die de prostituees brengen en halen'. In 2004 bleef het aantal prostituees stijgen, er ontstond volgens het gemeentebestuur overlast in de omgeving, en voor politie en hulpverlening werd de situatie minder ‘beheersbaar’.
Als volgende beperkingsmaatregel gaf Utrecht in september ’04 aan de vrouwen uit de regio Utrecht voorrang in de huiskamerbus. Ook dit deed het aantal prostituees op ‘De Baan’ nauwelijks of niet dalen: het waren er in oktober gemiddeld 63, terwijl de gemeente streefde naar maximaal 50. In november ’04 overwoog Utrecht een pasjessysteem, en deed het een dringend beroep op de andere steden om hun zone open te houden of anderszins ‘hun verantwoordelijkheid te nemen’.

#### 2005: invoering pasjessysteem
Per oktober 2005 werd de omschrijving van het misdrijf opnieuw gewijzigd: het woord ‘ontucht’ verdween uit de tekst. Voortaan was het aan een persoon van wie “kan worden aangenomen dat deze zich aan prostitutie overgeeft, verboden op de weg (…) iemand (…) tot prostitutie te bewegen, uit te nodigen dan wel aan te lokken” uitgezonderd personen met een vergunning op door het college aangewezen wegen gedurende door het college vastgestelde tijden. Hiermee werd dus inderdaad het pasjessysteem voor de prostituees op de tippelzone ingevoerd.
In augustus 2008 maakte de gemeente bekend dat ze, in verband met de bouw van een studentencomplex, begin 2009 de tippelzone met 130 meter wilde inkorten, en ter compensatie tippelen aan beide zijden van de weg wilde toestaan. Vermoedelijk wordt in geringe mate ook buiten de officiële zone getippeld, op locaties als de Muinck Keizerbrug, Baden-Powellweg, Vondellaan en Breedstraat, en op de tippelzone buiten openingstijden.

#### 2015: verplaatsingsvoorstel en sluiting
In januari 2015 stelt de raad voor het terrein aan de Europalaan te verplaatsen wanneer een gegadigde zich meldt de benodigde voorzieningen te bouwen. Op 20 maart 2017 werd bekendgemaakt dat de tippelzone aan de Europalaan binnen drie jaar zal gaan verdwijnen om plaats te maken voor de bouw van zes- tot tienduizend woningen in het gebied waar de tippelzone ligt. Bij monde van wethouder Victor Everhardt kondigde de gemeente aan drie tot vijf nieuwe locaties voor tippelzones te zoeken, die uiterlijk in 2020 operationeel moeten zijn als alternatief voor de Europalaan. Daarbij werd aangekondigd dat de nieuwe locaties kort na de zomer van 2017 bekend zouden worden gemaakt.
Begin september van 2017 bleek dat de locaties die gemeente Utrecht op het oog had voor de nieuwe tippelzone de Elektronweg op het industrieterrein "Lage Weide" en het Boteyken in De Meern (aan de buitengrens van de gemeente) te zijn. Hiertegen werd hevig geprotesteerd door zowel omwonenden als ondernemers die op of rond die locaties gevestigd waren. Ook nadat de gemeente de betrokkenen op informatieavonden nader had geïnformeerd, hielden de protesten aan. Hierop trok de gemeente – nog geen twee weken na het bekendmaken van de kandidaat-locaties – haar plannen de tippelzone naar déze locatie(s) te verplaatsen alweer in. De opluchting onder de betrokken omwonenden en ondernemers was groot, maar het leidde ook tot grote teleurstelling onder de prostituees en verlies van vertrouwen in de gemeente Utrecht, omdat er nu wederom nog geen nieuwe locaties voor de tippelzone aangewezen waren, terwijl de sluiting van de bestaande tippelzone op de Europalaan niet van de baan was door het plan om op die locatie een nieuwe woonwijk te realiseren.
2021: sluiting tippelzone
Op 1 juli 2021 is de tippelzone gesloten zonder een alternatief. Het moest plaatsmaken voor nieuwe woningen, de Merwedekanaalzone. Met het sluiten van de tippelzone in 2021 werd ook de HAP gesloten.